# Festival Internacional da Canção
O Festival Internacional da Canção Popular (FIC) foi um concurso de músicas nacionais e estrangeiras anual, realizado no ginásio do Maracanazinho, no Rio de Janeiro, e transmitido pela TV Rio (primeira edição) e pela TV Globo.  A música de abertura era composta por Erlon Chaves e chamava-se Hino do FIC. O apresentador oficial era Hilton Gomes, que imortalizou a frase Boa sorte, maestro!. O prêmio Galo de Ouro foi concebido por Ziraldo e confeccionado pela joalheria H. Stern.
Criado por Augusto Marzagão, durou de 1966 a 1972, num total de sete edições. Cada edição do festival tinha duas fases: a nacional, para escolher a melhor canção brasileira, e a internacional, para eleger a melhor canção de todos os países participantes — a concorrente brasileira era a vencedora da fase nacional.

## Finalistas Nacionais
| Resumo: Vencedoras - Fase Nacional | Resumo: Vencedoras - Fase Nacional | Resumo: Vencedoras - Fase Nacional | Resumo: Vencedoras - Fase Nacional | Resumo: Vencedoras - Fase Nacional     |
| Ano                                | Ed.                                | Canção                             | Autoria                            | Intérprete(s)                          |
| ---------------------------------- | ---------------------------------- | ---------------------------------- | ---------------------------------- | -------------------------------------- |
| 1966                               | I                                  | Saveiros                           | Dori Caymmi e Nelson Motta         | Nana Caymmi                            |
| 1967                               | II                                 | Margarida                          | Guttemberg Guarabyra               | Guttemberg Guarabyra e Grupo Manifesto |
| 1968                               | III                                | Sabiá                              | Tom Jobim e Chico Buarque          | Cynara e Cybele                        |
| 1969                               | IV                                 | Cantiga por Luciana                | Edmundo Souto e Paulinho Tapajós   | Evinha                                 |
| 1970                               | V                                  | BR-3                               | Antônio Adolfo e Tibério Gaspar    | Tony Tornado e Trio Ternura            |
| 1971                               | VI                                 | Kyrie                              | Paulinho Soares e Marcelo Silva    | Trio Ternura                           |
| 1972                               | VII                                | Fio Maravilha                      | Jorge Ben                          | Maria Alcina e Paulinho da Costa       |

### 1966
1. Saveiros (Dori Caymmi e Nelson Motta), com Nana Caymmi.
2. O Cavaleiro (Tuca e Geraldo Vandré), com Tuca.
3. Dia das rosas (Luiz Bonfá e Maria Helena Toledo), com Maysa.

### 1967
1. Margarida (Guttemberg Guarabyra), com Guttemberg Guarabyra e o Grupo Manifesto.
2. Travessia (Milton Nascimento e Fernando Brant), com Milton Nascimento (prêmio de melhor intérprete).
3. Carolina (Chico Buarque), com Cynara e Cybele.
4. Fuga e antifuga (Edino Krieger e Vinicius de Moraes), com o Grupo 004 e As Meninas.
5. São os do Norte que vêm (Capiba e Ariano Suassuna), com Claudionor Germano.

Tom Jobim e Chico Buarque no Festival Internacional da Canção (FIC), 1968. Arquivo Nacional.

### 1968
1. Sabiá (Tom Jobim e Chico Buarque), com Cynara e Cybele.
2. Pra não dizer que não falei de flores, ou "Caminhando" (Geraldo Vandré), com Geraldo Vandré.
3. Andança (Edmundo Souto, Danilo Caymmi e Paulinho Tapajós), com Beth Carvalho e Golden Boys.
4. Passacalha (Edino Krieger), com Grupo 004.
5. Dia de vitória (Marcos Valle e Paulo Sérgio Valle), com Marcos Valle.

### 1969
1. Cantiga por Luciana (Edmundo Souto e Paulinho Tapajós), com Evinha.
2. Juliana (Antonio Adolfo e Tibério Gaspar), com A Brasuca.
3. Visão geral (César Costa Filho, Ruy Maurity e Ronaldo Monteiro de Souza), com César Costa Filho e Grupo 004.
4. Razão de paz pra não cantar (Eduardo Laje e Alésio Barros), com Cláudia.
5. Minha Marisa (Fred Falcão e Paulinho Tapajós).

### 1970
1. BR-3 (Antonio Adolfo e Tibério Gaspar), com Tony Tornado e Trio Ternura.
2. O amor é o meu país (Ivan Lins e Ronaldo Monteiro de Souza), com Ivan Lins.
3. Encouraçado (Sueli Costa e Tite de Lemos), com Fábio.
4. Um abraço terno em você, viu mãe (Gonzaguinha), com Gonzaguinha.
5. Abolição 1860-1960 (Dom Salvador e Arnoldo Medeiros), com Luís Antônio, Mariá e o Conjunto Dom Salvador.

### 1971
1. Kyrie (Paulinho Soares e Marcelo Silva), com Trio Ternura.
2. Karany Karanuê (José de Assis e Diana Camargo), com José de Assis e Diana Camargo.
3. Desacato (Antônio Carlos e Jocáfi), com Antônio Carlos e Jocáfi.
4. Canção pra senhora (Sérgio Bittencourt), com O Grupo.
5. João Amém (W. Oliveira e Sérgio Mateus), com Sérgio Mateus.

### 1972
1. Fio Maravilha (Jorge Ben), com Maria Alcina e Paulinho da Costa na percussão.
2. Diálogo (Baden Powell e Paulo César Pinheiro), com Baden Powell, Tobias e Cláudia Regina.

## Fase Internacional - Vencedoras
| Vencedoras - Fase Internacional | Vencedoras - Fase Internacional | Vencedoras - Fase Internacional | Vencedoras - Fase Internacional | Vencedoras - Fase Internacional                       | Vencedoras - Fase Internacional |
| Ano                             | Ed.                             | País                            | Canção                          | Autoria                                               | Intérprete(s)                   |
| ------------------------------- | ------------------------------- | ------------------------------- | ------------------------------- | ----------------------------------------------------- | ------------------------------- |
| 1966                            | I                               | Alemanha                        | Frag Den Wind                   | Helmut Zacharias e Carl J. Schauber                   | Inge Brück                      |
| 1967                            | II                              | Itália                          | Per una Donna                   | Marcello di Martino, Giulio Perreta e Corrado Mantoni | Jimmy Fontana                   |
| 1968                            | III                             | Brasil                          | Sabiá                           | Tom Jobim e Chico Buarque de Hollanda                 | Cynara e Cybele                 |
| 1969                            | IV                              | Brasil                          | Cantiga por Luciana             | Paulo Tapajós e Edmundo Souto                         | Evinha                          |
| 1970                            | V                               | Argentina                       | Pedro Nadie                     | Piero e José Tcherkaski                               | Piero                           |
| 1971                            | VI                              | México                          | Y Después del Amor              |                                                       | Hermanos Castro                 |
| 1972                            | VII                             | Estados Unidos                  | Nobody Calls me Prophet         | David Clayton-Thomas e William Smith                  | David Clayton-Thomas            |

## Composição do Júri
Em 1967, a música "Travessia" de Milton Nascimento, ficou em 2º lugar na etapa nacional sendo derrotada pela música “Margarida” de Guttemberg Guarabyra e Grupo Manifesto.
A música Margarida representaria o Brasil na fase internacional e ficou em 3º lugar.
A partir daquele ano ocorreu a mudança da composição do júri, anteriormente formado por mais jornalistas do que músicos. Naquele ano, Milton Nascimento foi contemplado com o Prêmio de Melhor Intérprete. A derrota de Milton, então jovem talento considerado pelos músicos um intérprete e compositor raro, influenciou a decisão pela mudança na composição do juri.

## 1972 - Fim do Festival
A realização do Festival Internacional da Canção de 1971 por pouco não foi realizado devido à censura imposta pelo governo da Ditadura Militar estabelecido pelo Golpe de Estado no Brasil em 1964.
O compositor Guttemberg Guarabyra, que havia vencido o FIC de 1967 com a canção Margarida, sob a supervisão de Augusto Marzagão e passara a organizar o evento. Rumores surgiram de que Guarabyra estava incentivando compositores a retirarem suas músicas do festival o que resultou em má qualidade da maioria das músicas apresentadas e no esvaziamento da plateia. Menos de 3 mil pessoas compareceram ao Festival na última eliminatória.
Em 1972, poucos dos considerados grandes nomes dos certames anteriores inscreveram composições. Pela primeira vez, a final aconteceu no mesmo dia da segunda eliminatória.

## Destituição do Juri - Censura eGolpe de Estado no Brasil em 1964
Em 1972, houve uma exigência do governo militar para que Nara Leão fosse afastada da posição de presidência do corpo de jurados, após uma entrevista na qual a cantora criticava o governo e a situação do país. O júri inteiro acabou sendo destituído, e substituído por jurados estrangeiros.
Tal revelação foi feita em entrevista concedida em 2000 pelo então diretor da edição de 1972 do Festival, Solano Ribeiro de Faria.
Roberto Freire, um dos jurados originais, foi impedido de ler publicamente um manifesto criticando a decisão. Por sua insistência, acabou sendo agredido violentamente pelos seguranças do Festival. O mesmo manifesto foi depois lido pelo apresentador Murilo Néri.
Em 1972, o músico Hermeto Pascoal foi proibido de se apresentar com animais no palco.